# 加夫赖
加夫赖（法語：Gavray，法語發音：[ɡavʁɛ]）是法国芒什省的一个旧市镇，属于库唐斯区。2019年，加夫赖与临近的3个市镇合并为新市镇谢讷河畔加夫赖。

## 地理
加夫赖（48°54'35"N, 1°21'0"W）面积20.6 平方千米，位于法国诺曼底大区芒什省，该省份为法国西北部沿海省份，西、北、东北三面环大西洋，东起顺时针与卡爾瓦多斯省、奧恩省、马耶讷省和伊勒-维莱讷省接壤。
与加夫赖接壤的市镇（或旧市镇、城区）包括：圣但尼勒加、拉巴莱讷、朗格罗讷、勒梅尼勒阿芒、勒梅尼勒加尼耶、勒梅尼勒维勒芒、蒙泰居莱布瓦、苏尔德瓦勒莱布瓦、韦尔。

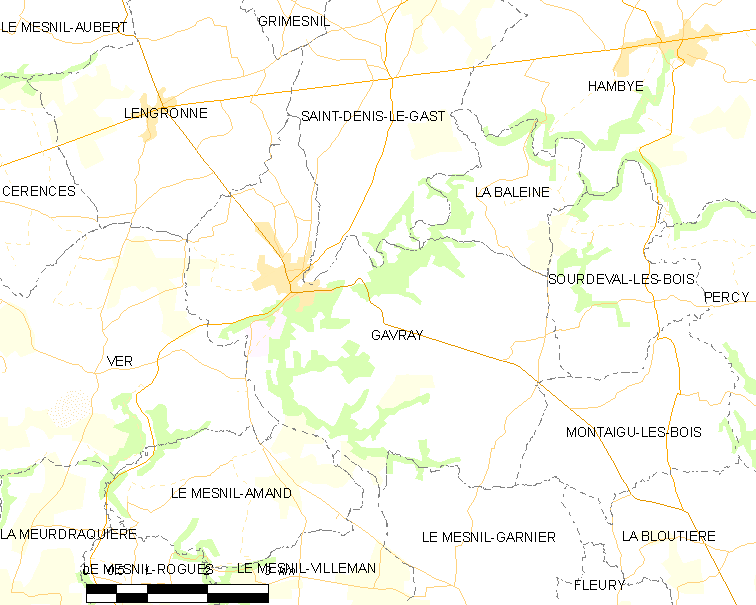
加夫赖的OSM定位图

加夫赖的时区为UTC+01:00、UTC+02:00（夏令时）。

## 行政
加夫赖的邮政编码为50450，INSEE市镇编码为50197。

## 政治
加夫赖所属的省级选区为谢讷河畔凯特勒维尔县。

## 人口

1962-2008年间加夫赖人口变化图示

加夫赖于2018年1月1日时的人口数量为1429人。